# Daisuki na hito
„Daisuki na hito” (jap. 大好きな人) – trzeci singel japońskiego zespołu STU48, wydany w Japonii 31 lipca 2019 roku przez You! Be Cool.
Singel został wydany w dziewięciu edycjach: czterech regularnych i czterech limitowanych (od Type A do Type D) oraz „teatralnej” (CD). Osiągnął 1 pozycję w rankingu Oricon i pozostał na liście przez 13 tygodni. Singel zdobył status platynowej płyty.

## Lista utworów
Wszystkie utwory zostały napisane przez Yasushiego Akimoto.

### Type A
| CD | CD                                                                                            | CD             | CD                   | CD      |
| Nr | Tytuł utworu                                                                                  | Kompozycja     | Aranżacja            | Długość |
| -- | --------------------------------------------------------------------------------------------- | -------------- | -------------------- | ------- |
| 1. | „Daisuki na hito” (jap. 大好きな人)                                                           | Saimon         | Yūichi "Masa" Nonaka | 4:54    |
| 2. | „Umi no iro o shitteru ka?” (jap. 海の色を知ってるか？) (wyk. Katte ni! Shikoku Kanko Taishi) | Kōhei Aoki     | Makoto Wakatabe      | 3:50    |
| 3. | „Which is which?” (wyk. STUDIO)                                                               | K-WONDER, SAS3 | K-WONDER, SAS3       | 3:32    |
| 4. | „Daisuki na hito” (jap. 大好きな人) (off vocal ver.)                                          | Saimon         | Yūichi "Masa" Nonaka | 4:54    |
| 5. | „Umi no iro o shitteru ka?” (jap. 海の色を知ってるか？) (off vocal ver.)                      | Kōhei Aoki     | Makoto Wakatabe      | 3:50    |
| 6. | „Which is which?” (off vocal ver.)                                                            | K-WONDER, SAS3 | K-WONDER, SAS3       | 3:32    |

| DVD | DVD                                                                   | DVD     |
| Nr  | Tytuł utworu                                                          | Długość |
| --- | --------------------------------------------------------------------- | ------- |
| 1.  | „Daisuki na hito” (jap. 大好きな人) (Music Video)                     |         |
| 2.  | „Umi no iro o shitteru ka?” (jap. 海の色を知ってるか？) (Music Video) |         |

### Type B
| CD | CD                                                                                            | CD             | CD                   | CD      |
| Nr | Tytuł utworu                                                                                  | Kompozycja     | Aranżacja            | Długość |
| -- | --------------------------------------------------------------------------------------------- | -------------- | -------------------- | ------- |
| 1. | „Daisuki na hito” (jap. 大好きな人)                                                           | Saimon         | Yūichi "Masa" Nonaka | 4:54    |
| 2. | „Umi no iro o shitteru ka?” (jap. 海の色を知ってるか？) (wyk. Katte ni! Shikoku Kanko Taishi) | Kōhei Aoki     | Makoto Wakatabe      | 3:50    |
| 3. | „Koi wa kebyō chū” (jap.恋は仮病中) (wyk. Charming Trip)                                      | Yūsuke Itagaki | Yūsuke Itagaki       | 4:34    |
| 4. | „Daisuki na hito” (jap. 大好きな人) (off vocal ver.)                                          | Saimon         | Yūichi "Masa" Nonaka | 4:54    |
| 5. | „Umi no iro o shitteru ka?” (jap. 海の色を知ってるか？) (off vocal ver.)                      | Kōhei Aoki     | Makoto Wakatabe      | 3:50    |
| 6. | „Koi wa kebyō chū” (jap.恋は仮病中) (off vocal ver.)                                          | Yūsuke Itagaki | Yūsuke Itagaki       | 4:34    |

| DVD | DVD                                                                   | DVD     |
| Nr  | Tytuł utworu                                                          | Długość |
| --- | --------------------------------------------------------------------- | ------- |
| 1.  | „Daisuki na hito” (jap. 大好きな人) (Music Video)                     |         |
| 2.  | „Umi no iro o shitteru ka?” (jap. 海の色を知ってるか？) (Music Video) |         |

### Type C
| CD | CD                                                                                            | CD         | CD                   | CD      |
| Nr | Tytuł utworu                                                                                  | Kompozycja | Aranżacja            | Długość |
| -- | --------------------------------------------------------------------------------------------- | ---------- | -------------------- | ------- |
| 1. | „Daisuki na hito” (jap. 大好きな人)                                                           | Saimon     | Yūichi "Masa" Nonaka | 4:54    |
| 2. | „Umi no iro o shitteru ka?” (jap. 海の色を知ってるか？) (wyk. Katte ni! Shikoku Kanko Taishi) | Kōhei Aoki | Makoto Wakatabe      | 3:50    |
| 3. | „Ippai no mizu” (jap. 一杯の水) (wyk. Seto 7)                                                 | BASEMINT   | BASEMINT             | 4:20    |
| 4. | „Daisuki na hito” (jap. 大好きな人) (off vocal ver.)                                          | Saimon     | Yūichi "Masa" Nonaka | 4:54    |
| 5. | „Umi no iro o shitteru ka?” (jap. 海の色を知ってるか？) (off vocal ver.)                      | Kōhei Aoki | Makoto Wakatabe      | 3:50    |
| 6. | „Ippai no mizu” (jap. 一杯の水) (off vocal ver.)                                              | BASEMINT   | BASEMINT             | 4:20    |

| DVD | DVD                                                                   | DVD     |
| Nr  | Tytuł utworu                                                          | Długość |
| --- | --------------------------------------------------------------------- | ------- |
| 1.  | „Daisuki na hito” (jap. 大好きな人) (Music Video)                     |         |
| 2.  | „Umi no iro o shitteru ka?” (jap. 海の色を知ってるか？) (Music Video) |         |

### Type D
| CD | CD                                                                                            | CD                    | CD                    | CD      |
| Nr | Tytuł utworu                                                                                  | Kompozycja            | Aranżacja             | Długość |
| -- | --------------------------------------------------------------------------------------------- | --------------------- | --------------------- | ------- |
| 1. | „Daisuki na hito” (jap. 大好きな人)                                                           | Saimon                | Yūichi "Masa" Nonaka  | 4:54    |
| 2. | „Umi no iro o shitteru ka?” (jap. 海の色を知ってるか？) (wyk. Katte ni! Shikoku Kanko Taishi) | Kōhei Aoki            | Makoto Wakatabe       | 3:50    |
| 3. | „Suki ni nareta dakede shiawase da” (jap. 好きになれただけで幸せだ) (wyk. Setomic)            | Ayumu Nakamura, TETTA | Ayumu Nakamura, TETTA | 4:17    |
| 4. | „Daisuki na hito” (jap. 大好きな人) (off vocal ver.)                                          | Saimon                | Yūichi "Masa" Nonaka  | 4:54    |
| 5. | „Umi no iro o shitteru ka?” (jap. 海の色を知ってるか？) (off vocal ver.)                      | Kōhei Aoki            | Makoto Wakatabe       | 3:50    |
| 6. | „Suki ni nareta dakede shiawase da” (jap. 好きになれただけで幸せだ) (off vocal ver.)          | Ayumu Nakamura, TETTA | Ayumu Nakamura, TETTA | 4:17    |

| DVD | DVD                                                                   | DVD     |
| Nr  | Tytuł utworu                                                          | Długość |
| --- | --------------------------------------------------------------------- | ------- |
| 1.  | „Daisuki na hito” (jap. 大好きな人) (Music Video)                     |         |
| 2.  | „Umi no iro o shitteru ka?” (jap. 海の色を知ってるか？) (Music Video) |         |

### Wer. teatralna
| CD | CD                                                                                            | CD         | CD                   | CD      |
| Nr | Tytuł utworu                                                                                  | Kompozycja | Aranżacja            | Długość |
| -- | --------------------------------------------------------------------------------------------- | ---------- | -------------------- | ------- |
| 1. | „Daisuki na hito” (jap. 大好きな人)                                                           | Saimon     | Yūichi "Masa" Nonaka | 4:54    |
| 2. | „Umi no iro o shitteru ka?” (jap. 海の色を知ってるか？) (wyk. Katte ni! Shikoku Kanko Taishi) | Kōhei Aoki | Makoto Wakatabe      | 3:50    |
| 3. | „Aoi remon” (jap. 青い檸檬) (wyk. STU48 Vocal Senbatsu)                                       | Sαto.      | Yūichi "Masa" Nonaka |         |
| 4. | „Daisuki na hito” (jap. 大好きな人) (off vocal ver.)                                          | Saimon     | Yūichi "Masa" Nonaka | 4:54    |
| 5. | „Umi no iro o shitteru ka?” (jap. 海の色を知ってるか？) (off vocal ver.)                      | Kōhei Aoki | Makoto Wakatabe      | 3:50    |
| 6. | „Aoi remon” (jap. 青い檸檬) (off vocal ver.)                                                  | Sαto.      | Yūichi "Masa" Nonaka |         |

## Skład zespołu
| „Daisuki na hito” |
| --- |
| Piosenka jest wykonywana przez wszystkie członkinie STU48 w momencie wydania (poza Fū Yabushita). - STU48: Chiho Ishida, Minami Ishida, Kanon Isogai, Ayumi Ichioka, Mitsuki Imamura, Hina Iwata, Marina Otani, Kokoa Kai, Momona Kadota, Miyuna Kadowaki, Miyu Sakaki, Nonoka Shintani, Yumiko Takino (środek), Kōko Tanaka, Mahina Taniguchi, Yuri Torobu, Aoi Hyōdō, Akari Fukuda, Azusa Fujiwara, Haruka Mishima, Arisa Mineyoshi, Kaho Mori, Maiha Morishita, Honoka Yano - AKB48 Team 4 / STU48: Nana Okada - STU48 Kenkyūsei: Yūka Oki, Soraha Shinano, Mai Nakamura, Akari Yura |

| „Umi no iro o shitteru ka?” |
| --- |
| - STU48: Miyu Sakaki, Mahina Taniguchi, YAoi Hyōdō, Akari Fukuda, Haruka Mishima, Kaho Mori - STU48 Kenkyūsei: Mai Nakamura (środek) |

| „Which is which?” |
| --- |
| - STU48: Kanon Isogai, Mitsuki Imamura, Marina Otani, Miyuna Kadowaki, Arisa Mineyoshi - STU48 Kenkyūsei: Akari Yura |

| „Koi wa kebyō chū”                                                                          |
| ------------------------------------------------------------------------------------------- |
| - STU48: Chiho Ishida, Minami Ishida, Hina Iwata, Nonoka Shintani, Kōko Tanaka, Yuri Torobu |

| „Ippai no mizu” |
| --- |
| - STU48: Kokoa Kai, Yumiko Takino, Azusa Fujiwara, Haruka Mishima, Maiha Morishita - STU48 Kenkyūsei: Soraha Shinano |

| „Suki ni nareta dakede shiawase da”                                                                        |
| --- |
| - STU48: Kokoa Kai, Nonoka Shintani, Honoka Yano - STU48 Kenkyūsei: Yūka Oki, Soraha Shinano, Mai Nakamura |

| „Aoi remon”                                                              |
| ------------------------------------------------------------------------ |
| - STU48: Miyuna Kadowaki, Honoka Yano - AKB48 Team 4 / STU48: Nana Okada |

## Notowania
| Lista                             | Pozycja |
| --------------------------------- | ------- |
| Oricon Weekly Singles Chart       | 1       |
| Oricon Yearly Singles Chart       | 22      |
| Billboard Japan Hot 100           | 1       |
| Billboard Japan Hot Singles Sales | 1       |

## Sprzedaż
| Dane wg         | Sprzedaż |
| --------------- | -------- |
| Oricon          | 289 745  |
| Billboard Japan | 337 988+ |